# روتوروا
روتوروا (به لاتین: Rotorua) یک منطقهٔ مسکونی در نیوزیلند است که در Rotorua District واقع شده‌است. روتوروا ۲٬۶۱۴٫۹ کیلومتر مربع مساحت دارد ۲۸۰ متر بالاتر از سطح دریا واقع شده‌است.

## خواهرخوانده
شهرهای کلمته فالز، اورگن، بپو، اوئیتا، City of Lake Macquarie و Wuzhong District خواهرخوانده‌های روتوروا هستند.